# Lemannville
Lemannville est une census-designated place située dans les paroisses de l’Ascension et Saint-Jacques, le long du Mississippi dans l’État de Louisiane, aux États-Unis. Sa population s’élevait à 860 habitants lors du recensement de 2010.

## Source
- (en) Cet article est partiellement ou en totalité issu de l’article de Wikipédia en anglais intitulé « Lemannville, Louisiana » (voir la liste des auteurs).